# Arjan Beqaj
Arjan Nexhat Beqaj (* 20. August 1976 in Prizren, SFR Jugoslawien) ist ein ehemaliger albanischer Fußballspieler.
Beqaj begann seine Karriere beim albanischen Klub FK Partizani Tirana. 1997 wechselte er in die griechische Super League zu OFI Kreta, für die er während der Saison 2000/01 sogar ein Tor erzielen konnte. 2003 schloss er sich dem Ligakonkurrenten Ionikos Nikea an, bevor er 2006 nach Zypern zu Anorthosis Famagusta wechselte. Mit Famagusta gewann er 2007 den zyprischen Pokal, 2008 die Landesmeisterschaft.
Er stand in allen sechs Qualifikationsspielen für die UEFA Champions League 2008/09 im Tor und qualifizierte sich mit Famagusta nach Siegen über den FC Pyunik, Rapid Wien und Olympiakos Piräus als erste zyprische Mannschaft für die Hauptrunde der UEFA Champions League.
Zur Saison 2010/2011 wechselte er innerhalb der zypriotischen Liga zu Olympiakos Nicosia und in der Winterpause weiter zu Ermis Aradippou. Im Sommer 2011 beendete er dann seine Karriere als Spieler.
Arjan Beqaj wurde im damals jugoslawischen Prizren (Kosovo) geboren, spielt aber für die albanische Nationalmannschaft. Er absolvierte von 1998 bis 2011 insgesamt 43 Länderspiele (0 Tore) für das Land.